# Vincenzo Filliucci
 (décembre 2023).
Vincenzo Filliucci (Sienne, 7 août 1566, † Rome, 5 avril 1622) est un théologien et moraliste jésuite italien, connu pour son œuvre casuistique.

## Biographie
Entré dans la Compagnie de Jésus en 1584, ordonné prêtre vers 1592, il fait la profession de quatre vœux en 1601. Il enseigne la philosophie (deux ans) et les mathématiques (deux ans), puis devient recteur du Collège de sa ville natale de Sienne (1596-1599), et de Florence (1606-1607). Il a été appelé à la prestigieuse chaire de théologie morale du Collège romain, qu’il occupa pendant une dizaine d’années (1600-1604, puis 1607-1613). Fin mathématicien, il occupa également pendant un an la chaire de mathématiques (1610-1611). Il fut ensuite nommé pénitentiaire de Saint-Pierre par le pape Paul V. Il est surtout connu et discuté pour ses « Quaestiones morales » (1622), qui font partie du corpus casuistique largement cité et dénigré par Pascal dans ses Provinciales. En 1665 et 1679, quatre propositions tirées de ses œuvres seront condamnées pour « laxisme ».

## Œuvres
- Moralium quaestionum de Christianis officiis et casibus conscientiae, ad formam cursus, qui praelegi solet in eiusdem Societatis Collegio Romano, tomus primus [- secundus], 1ère éd. Lyon, 1622 ; Ursellis in archiepiscopatu Moguntino : Sumptibus Antonii Hierati, Bibliopolae Coloniensis, 1625 ;
- Ad duos priores tomos quaestionum moralium appendix posthuma de statu clericorum, Lyon, Jacques Cardon & Pierre Cavellat, 1625.